# Hilary Duff (álbum)
Hilary Duff é o terceiro álbum de estúdio da atriz e cantora estadunidense Hilary Duff. Foi lançado em 15 de setembro de 2004 através da Hollywood Records. As sessões de gravação ocorreram entre as filmagens dos filmes Raise Your Voice (2004) e The Perfect Man (2005).
O álbum obteve sucesso comercial moderado e recebeu avaliações negativas dos críticos musicais, muitos dos quais compararam o projeto com materiais de Avril Lavigne e Ashlee Simpson. O álbum estreou na segundo posição da Billboard 200, vendendo 192.000 cópias na primeira semana. O álbum vendeu mais de 1.800.000 de cópias nos Estados Unidos, menos do que seu álbum anterior, o qual vendeu 3.9 milhões de cópias no país. Foi se segundo álbum consecutivo a estrear no topo da tabela de álbuns do Canadá e produziu dois singles que não obtiveram grandes sucesso. Eventualmente, recebeu o certificado de platina da Recording Industry Association of America (RIAA). Hilary Duff apareceu na 65ª posição da tabela de fim de ano da Billboard em novembro de 2005.
O primeiro single, "Fly", estreou em 26 de agosto de 2004 no Total Request Live da MTV, e foi lançada oficialmente como single em 19 de outubro de 2004; alcançou o top trinta da tabela Top 40 Mainstream, mas falhou em entrar na Billboard Hot 100. "Fly" foi o único single lançado nos Estados Unidos. O segundo single, "Someone's Watching Over Me", foi lançado apenas na Austrália em 21 de fevereiro de 2005, para promover o filme Raise Your Voice e atingiu a 22ª colocação da ARIA Singles Chart.

## Antecedentes e desenvolvimento

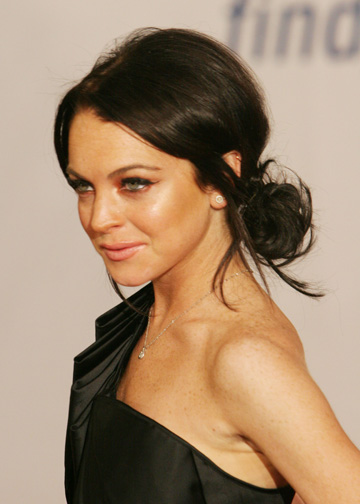
Actress Lindsay Lohan, arriving to the General Motors Annual ten Celebrity Fashion Show. Photo by Rafael Amado Deras.

De acordo com Duff, o álbum narra suas experiências ao longo do ano antes de seu lançamento: "algumas experiencias boas, algumas ruins, foi uma grande experiência de aprendizado", explicou ela. Ela expressou um interesse em gravar um material mais agressivo do que as músicas do Metamorphosis, e queria que o álbum refletisse isso, de acordo com ela, ela é uma garota normal de 16 anos. "Eu não sou mais Lizzie McGuire", disse ela. Ela disse que o álbum lida com questões que não iria discutir publicamente e fornece "algumas respostas", mas ela discordou com pessoas que acreditavam que o disco estava apresentado um lado diferente dela, dizendo: "Eu acho que é apenas mais de mim mesma neste momento, porque eu realmente tinha quer fazer isso da minha maneira." Duff chamou o álbum de "diferente de Metamorphosis e "muito mais maduro", particularmente em seu "som", mas não ao ponto de ser inadequado para as crianças; "Eu só acho que as outras pessoas vão se relacionar melhor", disse ela. De acordo com ela, ela estava mais "envolvido" em comparação com a produção de seu primeiro álbum e "confiante o suficiente para fazer sugestões" sobre o estilo quer gostaria de seguir. "Se eu achasse que precisava ser mais pesado, mais rock, eu diria". Sua data de lançamento nos EUA foi em 28 de setembro de 2004, no aniversário de 17 anos de Duff.
Três músicas - "Fly", "Someone's Watching Over Me" e "Jericho" - foram usados em Na Trilha da Fama, um filme de drama lançado logo após o álbum em que Duff estrelou como uma aspirante a cantora que frequenta uma prestigiada escola de artes de verão. Duff descreveu "Fly" como "uma canção edificante" sobre "como as pessoas com medo de se abrir e mostrar o que tem por dentro, porque elas têm medo do que os outros vão dizer". Sua personagem canta "Someone's Watching Over Me "no clímax do filme e " Jericho" durante os créditos finais, com os outros personagens realizando os instrumentais. O lançamento do álbum no Japão incluiu três faixas bônus: um versão acústica de Who's That Girl?", um cover dos The Go-Go's, "Our Lips Are Sealed", gravado com Haylie para a trilha sonora do filme A Nova Cinderela, e um cover dos The Who's, "My Generation", onde a letra "I hope I die before I get old" foi alterada para "I hope I don't die before I get old".

## Singles
"Fly" foi o primeiro e único single com videoclipe do álbum, também é o único single lançado nos EUA. O vídeo da música, dirigido por Chris Applebaum, combina bastidores preto-e-branco com cenas em cor de Duff tocando a música. O vídeo estreou na MTV Total Request Live no 26 de agosto de 2004.
"Someone's Watching over Me", foi lançado na Austrália como um segundo e último single do álbum. O vídeo da música foi retirado dos bastidores do filme Na Trilha da Fama, onde Duff desempenha o papel principal.

### Outras canções notáveis
Duff disse durante o lançamento do álbum que ela estava considerando lançar "Haters" como o segundo single, mas depois mudou de ideia e decidiu que queria "Weird" para se tornar o próximo single oficial, algo que não ocorreu.
No fim de 2004, vários singles para rádios foram lançadas para promover o álbum. "The Getaway" foi lançado nos EUA em novembro de 2004 e no Canadá em janeiro de 2005, e "I Am", foi lançado a Rádio Disney em dezembro de 2004, pouco depois, a promoção de "Weird" começou na Espanha.

## Recepção da critica
| Críticas profissionais | Críticas profissionais |
| Avaliações da crítica  | Avaliações da crítica  |
| Fonte                  | Avaliação              |
| ---------------------- | ---------------------- |
| Allmusic               | link                   |
| Entertainment Weekly   | (D-) link              |
| People                 | link                   |
| Slant                  | link                   |
| Stylus                 | (D+) link              |
| USA Today              | link                   |
| The Village Voice      | (Negativo) link        |

O álbum recebeu avaliações de mistas para negativas. Ken Barnes dos USA Today, que deu uma critica negativa para Metamorphosis, comentou positivamente sobre o álbum e disse que era "uma marca mais saudável de pop-rock com sabor destinado a adolescentes". Barnes elogiou os "coros empolgantes" em algumas das canções e disse: "Duff evita cansar sua voz fina, mas agradável, com exceção de alguns versos cantados a lá Avril Lavigne", enquanto ele criticou o elevado número de faixas e a preponderância de "banais auto mensagens e auto afirmação". Stephen Thomas Erlewine do Allmusic categorizou Hilary Duff como "um companheiro virtual para o álbum Autobiography de Ashlee Simpson.
A revista Stylus escreveu que a tentativa de Duff de seguir os moldes "Avril Lavigne rendeu resultados mistos... até certo ponto, [ela] é uma prisioneiro de sua imagem e suas tentativas, ficando muito aquém do mesmo cordas vocais de Ashlee Simpson." Seu comprimento crítico descreveu o álbum como "um problema simples", dizendo que com "um pouco de controle de qualidade... isto poderia facilmente ser tão forte quanto qualquer outro álbum teen-pop álbum lançado este ano."
Entertainment Weekly escreveu que a "voz suave de Duff está enterrado sob camadas de arranjos genéricos." Sal Cinquemani da revista Slant chamou o álbum de "uma seqüência aparentemente interminável de peças de pop porcaria- e eu gosto de música pop", e escreveu que, embora Duff "não pode ser considerado responsável por mais de conteúdo lírico insípido do álbum", "quando [ela] fica na ação as coisas parecem artificiais". O New York Daily News nomeou-o como o pior pop teen album de 2004.

## Faixas
| Hilary Duff – Edição padrão |                              |                                                       |                                 |         |  |
| N.º                         | Título                       | Compositor(es)                                        | Produtor(es)                    | Duração |  |
| 1.                          | "Fly"                        | Kara DioGuardi John Shanks                            | Shanks                          | 3:42    |  |
| 2.                          | "Do You Want Me?"            | Matthew Gerrard DioGuardi                             | Gerrard                         | 3:30    |  |
| 3.                          | "Weird"                      | Charlie Midnight Marc Swersky "Spider" Ron Entwistle  | Midnight Swersky Entwistle      | 2:55    |  |
| 4.                          | "Hide Away"                  | Shaun Shankel Midnight Trina Harmon Tyler Hayes Bieck | Shankel Midnight                | 3:47    |  |
| 5.                          | "Mr. James Dean"             | Hilary Duff Haylie Duff Kevin De Clue                 | Haylie Duff De Clue Andre Recke | 3:28    |  |
| 6.                          | "Underneath This Smile"      | DioGuardi Shanks                                      | Shanks                          | 3:38    |  |
| 7.                          | "Dangerous to Know"          | Midnight Wendy Page Jim Marr                          | Midnight Marr Page              | 3:33    |  |
| 8.                          | "Who's That Girl?"           | Midnight Andreas Carlsson Desmond Child               | Child Midnight Carlsson         | 3:26    |  |
| 9.                          | "Shine"                      | DioGuardi Guy Chambers                                | Shanks                          | 3:29    |  |
| 10.                         | "I Am"                       | Diane Warren                                          | Shanks                          | 3:43    |  |
| 11.                         | "The Getaway"                | Julian Bunetta James Michael                          | Bunetta                         | 3:37    |  |
| 12.                         | "Cry"                        | Midnight Swersky Charlton Pettus                      | Midnight Swersky Pettus         | 3:47    |  |
| 13.                         | "Haters"                     | Hilary Duff Haylie Duff Midnight Swersky              | Midnight Swersky                | 2:59    |  |
| 14.                         | "Rock This World"            | Hilary Duff Midnight Denny Weston, Jr. Ty Stevens     | Midnight Weston, Jr. Stevens    | 3:46    |  |
| 15.                         | "Someone's Watching Over Me" | DioGuardi Shanks                                      | Shanks                          | 4:10    |  |
| 16.                         | "Jericho"                    | Midnight Chico Bennett                                | Midnight Bennett                | 3:55    |  |
| 17.                         | "The Last Song"              | Haylie Duff De Clue                                   | Haylie Duff De Clue Recke       | 1:25    |  |
| Duração total:              | Duração total:               | Duração total:                                        | Duração total:                  | 58:50   |  |

| Hilary Duff – Edição Asiática |                                   |                         |                         |         |  |
| N.º                           | Título                            | Compositor(es)          | Produtor(es)            | Duração |  |
| 18.                           | "Who's That Girl?" (Acoustic Mix) | Midnight Carlsson Child | Child Carlsson Midnight | 3:26    |  |
| Duração total:                | Duração total:                    | Duração total:          | Duração total:          | 62:15   |  |

| Hilary Duff – Edição Japonesa |                       |                            |                                               |         |  |
| N.º                           | Título                | Compositor(es)             | Produtor(es)                                  | Duração |  |
| 19.                           | "Our Lips Are Sealed" | Jane Wiedlin Terrance Hall | Midnight Entwistle Recke Jay Landers Jon Lind | 2:40    |  |
| 20.                           | "My Generation"       | Pete Townshend             | Midnight Entwistle                            | 2:43    |  |
| Duração total:                | Duração total:        | Duração total:             | Duração total:                                | 67:38   |  |

| Hilary Duff – Faixa bônus da edição Sul-Africana |                 |                |                    |         |  |
| N.º                                              | Título          | Compositor(es) | Produtor(es)       | Duração |  |
| 18.                                              | "My Generation" | Townshend      | Midnight Entwistle | 2:43    |  |
| Duração total:                                   | Duração total:  | Duração total: | Duração total:     | 61:33   |  |

## Desempenho nas tabelas musicais

### Posições
| Paradas (2004)                   | Pico Posição |
| -------------------------------- | ------------ |
| Austrália - (ARIA Charts)        | 6            |
| Bélgica - (Belgian Albums Chart) | 71           |
| Canadá - (Canadian Albums Chart) | 1            |
| Japão - (Oricon)                 | 5            |
| México - (AMPROFON)              | 6            |
| Nova Zelândia - (RIANZ)          | 14           |
| Espanha - (Promusicae)           | 14           |
| Estados Unidos - (Billboard 200) | 2            |

| País                             | Certificações | Vendas/Expedições |
| -------------------------------- | ------------- | ----------------- |
| Austrália - (ARIA Charts)        | Platina       | 70,000            |
| Canadá - (Canadian Albums Chart) | 3× platinum   | 300,000           |
| Japão - (Oricon)                 | Ouro          | 100,000           |
| Estados Unidos - (Billboard 200) | Platina       | 1.8 milhões       |
| Mundo (IFPI World Chart)         | —             | 4 milhões         |